# Justo López de la Fuente
Justo López de la Fuente (14 de mayo de 1909-1 de mayo de 1967) fue un político y militar español, conocido por su participación en la guerra civil española.

## Historia
Justo López nació en la localidad asturiana de Santa Lucía el 14 de mayo de 1909. Nacido en el seno de una familia izquierdista, durante su juventud trabajó como albañil y obrero de la construcción; llegó a trabajar en las obras de la Ciudad Universitaria de Madrid. Llegaría a afiliarse al Partido Comunista de España. Tras el estallido de la Guerra civil se unió a la milicias republicanas. Fue jefe del famoso batallón «Acero» del 5.º Regimiento, y posteriormente sería comandante de la 36.ª Brigada Mixta. Al mando de esta unidad resistió los ataques franquistas contra Madrid en el Frente de Usera. Al final de la contienda se exilió en Francia.
Posteriormente pasó a la Unión Soviética, junto a otros comunistas españoles. Durante la Segunda Guerra Mundial fue guerrillero del Ejército Rojo y llegó a actuar en la retaguardia alemana integrado en una unidad de partisanos. En una acción de su grupo guerrillero en Bielorrusia lograron ejecutar al general alemán Friedrich Fens, responsable de una dura campaña de represión en la zona de Baránavichi. Justo de la Fuente sería condecorado en cuatro ocasiones por sus acciones.
Regresó a España en 1963, y trabajó en la clandestinidad para el aparato de propaganda del PCE, aunque sería detenido por la policía franquista en 1964. Fue encausado dentro de la llamada «Causa General» bajo la acusación de ser responsable del Túnel de la muerte de Usera, durante la guerra civil. Sería juzgado por el Tribunal de Orden Público y condenado a 23 años de cárcel. Gravemente enfermo de cáncer, López de la Fuente falleció en prisión en 1967.